# イスラーム世界の少年愛
イスラーム世界における少年愛は、9世紀以後19世紀半ばにいたる時代、詩、芸術、スピリチュアリティとともにイベリア半島から北インドまでの地域におけるイスラーム文化の広範かつ特徴的な要素であった。イスラーム世界における少年愛の概念は、美少年の無垢への精神的崇拝を一方の極みとして、少年への否応なしの強制までの広がりをもつ。ソドミーは宗教的文脈において重い罪悪として捉えられたが、地域・時代ごとにさまざまに問題視されつつも、同性間の関わりは多面性をもち、罪とされない要素も存在した。
イスラームの勃興と少年愛の相関関係について、現代の歴史家は少年への愛は、公共空間からの排除による女性の保護というイスラーム的観点に関連すると指摘している。社会秩序上問題となるほどでない限り、必然的「個人的な行動」を考慮に入れるイスラーム法の傾向も影響するとされるのである。また「イシュク（英雄的愛）」のトポスは女性同様、髭のない美少年をも対象としており、特に文学においてはこのような傾向が強い。

## 文学と法学
文学は、美少年へのそれを含む愛に魅惑されるイスラーム文化のあり方を反映する。イスラーム文学史上の全てとは言わないまでも、そのほとんどにおいて、愛はまさしく愛であったのである。ウルドゥー語詩人ハズラト・モハーニーは「愛は全て無条件によし」という。恋人たちはこの文脈において殉教者であり、英雄と考えられた。恋人たちの狂気、不合理、忘我、そして常に乾ききりいずれ死に至る願望、欲求は、「イシュク」として現れ称賛されたのである。アラビア語の俚諺に言う。「イシュクは愛する者以外、全てを焼き尽くす劫火である」と。
少年愛の主題は散文にも多く現れるが、文化に最も多くの印を刻んだのは一貫して詩・韻文のジャンルであった。このトポスはイスラーム期のイベリア半島から北インドに及ぶものである。イベリア半島では、たとえばイブン・ハズムの「鳩の頸飾り」、エジプトではシャムスッディーン・ムハンマド・イブン・ハサン・アル＝ナワージーの「ガゼルの草原」、バグダードではアラビア語詩人でも第一に名の挙がる「恐るべき人の子」アブー・ヌワースや、ペルシア語ではサアディーの「薔薇園（ゴレスターン）」、北インドのウルドゥー語詩ではミール・タキー・ミールやミールザー・ガーリブなどがいる。
預言者のハディースおよび法学上の学者たちの議論のなかにも、少年愛の慣行を言明して規制するものがある。シーア派のテクストでは男性が「少年との性的交渉を持った場合、少年が未成年であろうとも男性による少年の母、姉妹、娘との婚姻は違法である。また少年との性交に先立って、先述の女性らのいずれかと婚姻関係にある場合については婚姻関係に影響を及ぼすものではない。しかし、このような関係は避けるべきである」とある。また未成年者との関係についても言及し、行為者が成年男性であり、被行為者が未成年である場合は、適法ではないという明確な見地から好ましからざることであるとされる。またこのさい行為者の娘、兄弟姉妹は被行為者に対する責を負うことはない。
スンナ派でもこのような慣行に関して言及がある。四大法学派の一つマーリク法学派の創始者マーリク・イブン・アナスによれば「アムラード（青少年、髭のないもの）と性交は、未婚あるいは旅にある者についてはよい」とされる。
ハディースには非常に厳格なものもある。アブー・ダーウードの伝えるスナン（スンナの複数形）によれば「少年との同性愛関係をもった者。行為者、被行為者とも死」とするハディースがある。

## 諸地域における少年愛的要素

### 中東

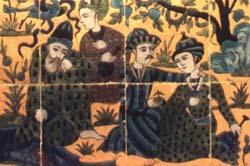
小川の男性と少年たち
チェヘル・ソトゥーン陶片。パリ、ルーヴル美術館蔵

イスラームも中東における同性愛の受け入れに関わる要素である。美少年の価値に関してクルアーンそのものにも言及される。すなわち「ムスリムは純潔な処女同様に、美しく若い少年たちが待つ」（52:24, 56:17, 76:19）。イスラーム法学上、美少年に魅惑されることはごく一般的で自然なものとして扱われる。ハンバル派の法学者イブン・ジャウズィー（1200年没）は「美しい少年あるいは若者を見て欲望を抱いたことがないと主張する者は虚偽をいう者である。彼を信じうるとするならば、それは彼が獣であり、人間ではない場合である」と言ったとされる。しかしながら肛門性交（アラビア語: リワート）は違法であり、誘惑への抵抗を命ずる戒律を通じて、男性は、美女以上に美少年に魅惑されることに、より慎重たるよう勧告される。これは預言者ムハンマドが「髭のない少年に用心せよ。少女よりも大きな混乱（フィトナ）をそなたらにもたらすからである」と命じたことがその背景にある。 
同様に、法学者のスフヤーン・アッサウリー（783年ころ没）は性的誘惑に関して「すべての女性が一匹の悪魔を連れるとするならば、美少年は17匹を連れている」という。
また美への愛という面からも論じられた。17世紀のペルシア人哲学者サドル・アッディーン・シーラーズィーは次のように論じる。

我らは洗練の精神、繊細の性格をもつ者を知らず……見出すは粗暴な魂、粗野な心、粗雑な質をもつ者ばかり。それも、かつてこの愛を排したゆえ。現今の人々は、つがい、住を共にするために、男性の女性への愛、そして女性の男性への愛に自らを縛るため、この種の愛を排した。これは動物の性のごとくあらずや？
純粋性や高尚さの対極側の少年愛的関係も広範なものであって、千夜一夜物語を含む数多くの詩や芸術のなかに言及される。バグダードの放蕩詩人アブー・ヌワース（750年 - 810年）は、少年たちへの性的「征服」を誇った。少年たちは多くの場合キリスト教徒の酌人であり、ワインを飲ませて「征服」したのである。愛情豊かな関係をうたう詩がある一方で、マーマヤーフ・アッ＝ルーミーの四行詩のように明らかに強姦をうかがわせるものもある。
リワートの術は雄々しさと逞しさの道。

ライラーを捨てよ。マジュヌーンをとれ。さらにアッザを捨てクサイルを。

紅顔の少年全てに乗れよ、脱がせよ。泣くならば

知らせよ、そなたのモノを。力で犯すのだ

#### イラン

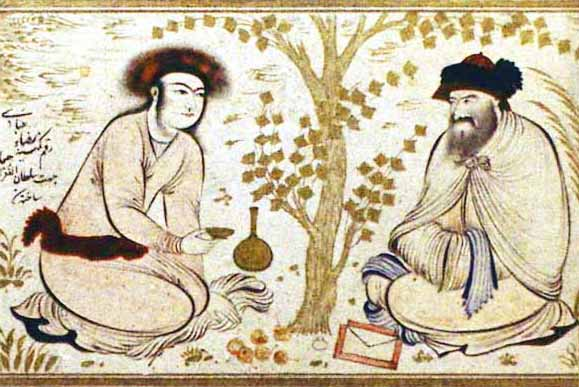
若い王侯とデルヴィーシュ
レザー・アッバースィー、1625年頃、エスファハーン
メトロポリタン美術館, ニューヨーク

史料は、同性間の性的関係が原初期のテュルク系征服者アフラースィヤーブ（トゥラーンの伝説的英雄）とその遊牧集団によりもたらされたという。アフラースィヤーブの征服した地元住民は「不自然な悪癖」といって大いに衝撃を受けたという。またゾロアスター教の祭司らは、そのような行為をなせばいかなる者も死、として殺人以上の罪と定めたのである。
古代ペルシアにおける少年愛の起源は、当の古代においてもすでに論じられている。ヘロドトスはギリシアから学んだものだとしている。すなわち「ペルシアの豪奢なおこないの全てはギリシアからの借りものである。ギリシア人が少年愛を教えたのだ」という。しかしながら一方でプルタルコスはペルシア人はギリシアに到来するはるか以前から、宦官の少年を「ギリシアの方法」で用いていたと論ずる。これらに対して、リチャード・フランシス・バートンはチグリス＝ユーフラテス起源説をとる。さらに近年の研究では、ペルシア文学研究者ザビーフ・アッラー・サファーが少年愛を「西暦10世紀、11世紀、（テュルク系）軍事奴隷（から身を起こした王たち）と黄色人種の中国部族の堕落した支配以降、イランを汚染してきた恥ずべき遺産と論じている。
イスラーム期のイランについて、ルイス・クロンプトンは「少年愛は目を見張るほどの隆盛をきわめた」といい、文学にも少年愛的トポス、すなわちバッチェ・バーズィー（少年遊び）という言葉が頻繁に用いられた。ウマル・ハイヤーム（1123年没）のルバイヤートや、アッタール（1220年頃没）、ルーミー（1273年没）、サアディー（1291年没）の「薔薇園（ゴレスターン）」、ハーフィズ・シーラーズィー（1389年没）のガザル、さらにはイーラジ・ミールザー（1926年没）でさも、「美少年、あるいは行為そのものへの露骨な言及とともに、同性愛的暗喩に満ちた」作品をものしている。
このような習慣を批判する者もいた。ガズニのサナーイーはその一人であり、詩の中で当代の少年愛的習慣に嘲りを加えている。例えば、ヘラートのフワージャがその小姓とのわずかな逢瀬をモスクで楽しもうとした話がある。

難を避けるに場を見いだせず、フワージャは乱れ、

モスクを思うに事も無し、と、フワージャは思う。

しかし信仰厚き者に見いだされる

信仰厚き者は伝統的な同性愛への非難を用いて難じ、叫ぶ。「その罪深き行いは全ての実りを滅し、旱魃を招くのだ！」と。しかもサナーイーは、この信心深き男が、フワージャが決まり悪く退出した後に、少年にまたがり、なすべきことをなしたのだと皮肉っている。
中世のペルシア語詩における少年愛的トポスは上記のように広く浸透したものであって、西欧諸言語への翻訳にあたっての障害となった。ディック・デービスは「さらなる文化の壁であり、特に乗り越えるのが難しいものとして、中世のペルシア語韻文における少年愛の多大かつカルト的流行であげられるのは疑いない」という。デービスは西欧諸語への翻訳について、ペルシア語原文での代名詞が性を持たないという点を、多くの翻訳者が活用していることを指摘する。「これを用いて、翻訳者は承知の上で、問題をごまかし、何事もないかのように原文の不適切な部分を削除・修正してしまうのである」。これは著名な作品でも同様で、たとえばサアディーの「薔薇園」のさほど過激でないエピソードさえも英語への翻訳において、異性愛のエピソードにされてしまっている。
少年愛的伝統は絵画などの芸術にも影響を与えている。性的に過激な数例は存在するものの、ほとんどは、凝視によって魅惑的な状態を見出すというスーフィズムの感性を反映したものである。男性と美少年の組み合わせを描いた絵画が多いが、これは一方の男性が美少年を凝視しているのである。サファヴィー朝のシャー・アッバース1世に保護されたレザー・アッバースィーは、酒姫（サーキー:酌人の美少年・美青年）を単独、あるいは男性をともなった形で描く多くの作品を残している。
ペルシア宮廷への英国大使秘書トマス・ハーバートは、21歳であった1627年から1629年のいずれかの時点でのシャー・アッバースの宮廷の様子を報告している。「酌人の少年たちがいた。彼らは金の胴着をまとい、きらめく飾りをつけた豊かなターバンをつけ、上等のサンダルをはいている。肩に掛かる髪はカールし、くるくるとした目、そしてうっすらと染まった頬をしている」。この時代は、男性売春宿アムラード・ハーネ（髭の無い者の家）が法的に公認され、課税されていた時代でもある。ジャン・シャルダンは同じ時代ペルシアを旅し「女性を提供しない数多くの男性売春宿を見た」と報告している。17世紀後半に旅したジョン・フライヤーは「ペルシア人は謙虚さを投げ出し、女性と同様少年たちをも切望している」との感をもっている。
ペルシア人の少年との楽しみに関する悪評は、19世紀後半リチャード・フランシス・バートンが中央アジアの少年愛に言及する際「ペルシアの悪癖」という表現を用いたほどである。バートンは「少年は食事、入浴、脱毛、軟膏、多くの化粧師と、最大限の配慮を持って用意される」とシャルダンの観察を確認し、さらに19世紀後半にも男性売春宿が存続していたことを述べている。またペルシア人のこのような習慣は、少年時代に始まると仮定し、少年時に「アリーシュ・タキーシュ」という遊びでお互いに性的愉悦を見出すのだという。そしてその後、結婚して子供が生まれると、再び「家長は美少年へと舞い戻る」と。

#### オスマン帝国

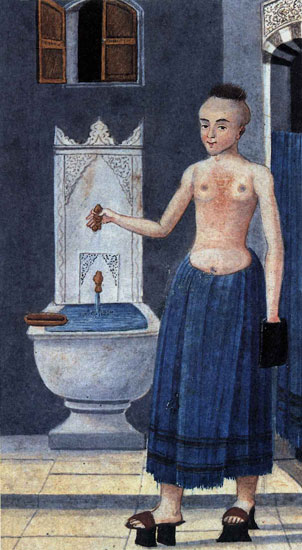
テッラク
「フバンナーメ」（美の書）, 18世紀オスマン語詩人ファズル・イブン・ターヘル・エンデルーニーによる

オスマン帝国における、男性と少年の同性愛関係は商業的な性格を持つことが多い。少年らはたとえばキョチェク（ペルシア語クーチェク「小さい」に由来する）のような芸能者やハンマームのテッラク（三助とマッサージ師を兼ねる）などが売春に携わる。彼らは一般にムスリムではなくアルメニアやイオニア、バルカンなどから売られてきた者が多かった。キョチェクのあり方は17世紀から1８世紀にかけてのオスマン朝文化の中心的要素となり隆盛をきわめた。美少年の踊り子を巡る競争が過熱し、社会秩序維持上の問題となるにいたり、この慣行は1856年、スルタン・アブデュルメジト1世の治世下で禁止されることになる。
テッラクも重んじられた。個々人の性格・特質をリストアップしたカタログが作成され、彼らの好意をめぐって暴力事件に発展することもあった。その一例として、18世紀半ば、対立するイェニチェリの集団間で市街戦が起こっている。この際にはスルタンが介入し沈静化、少年は絞首刑に処された。美少年と関係を持つ軍人たちは遠征に彼らを伴ったものとおもわれる。英国人旅行家ヘンリー・ブラントは1630年代のオスマン軍のポーランドへのバルカン行軍に同行し次のように記録している。「パシャは、それぞれ10人から15人の妻、同数あるいはそれ以上の少年を連れ……おおむねベルベット、あるいは緋色の服を着て、偃月刀を佩き、贅沢な備品を帯びて、勇ましく騎乗してゆく」。
オスマン帝国下での性的慣行は共存するキリスト教徒からたびたび非難の対象となっている。モルダヴィアの年代記では1475年のクリミア半島作戦において、オスマン帝国が「汚らわしいソドミーを追う邪教徒トルコ人」によって「150人の少年を満載し」ガレオン船で出航させたと言及している。
1603年から1605年の間オスマン帝国の捕虜となり厳しい状況下におかれたトーマス・シャーリーは、オスマン人について次のようなことを述べている。すなわち「敬虔なキリスト教徒であれば妻も恥じるような、少年との肛門性交を厚かましくも堂々とおこなっている」と。
友人バイロンとともにイスタンブールへ旅したジョン・カム・ホブハウスはキョチェクの踊りを「ぞっとするほどに汚らわしい」と評し、また「ドン・レオン」の筆名による詩（おそらくはバイロンによるものとの指摘もある）は「途方もない場」とトルコの少年売春に言及している。
このような性的慣行は現代に至るまでオスマン帝国領を構成した各地の言語に痕跡が見られる。たとえば「後ろ」とか「肛門」を意味するペルシア語からの借用語プーシュトは、性行為の受け側に対する現代ギリシア語蔑称プースティスとして現れており、またルーマニア語でもプシュティは、現代では子供や若者の用いる特に強い意味を持たない言葉となっているが、19世紀末まで少年愛者や異常性嗜好者の意味を持っていた。
シャリーアに基づくオスマン刑法の研究では、少年との同意なき性行為を持続的におこなった場合には重罪とされ、有罪とされた場合には極刑もありえたことが明らかになっている。

### アルバニア
ハヴロック・エリスは『性の心理』（1927年出版）の中で次のように述べている。

ハーンはその著書『アルバニア研究』（Albanische Studien, 1854, p. 166）で、ゲーグの人々は16歳から24歳の若者が12歳から17歳の少年を誘っているが、24/25歳で結婚し、以後はおおむね少年愛を断念するといっている。以下はゲーグ方言を語るアルバニア人の実際の言葉としてハーンが報告するものである。

恋人の少年に対する思いは陽光のように純粋で、最愛の少年を聖者とも仰ぐ。これはおよそ人の抱きうるもっとも高貴・高邁な情熱。美少年の姿は恋人に驚きを与え、心の戸口は美への凝視という喜びに開く。愛は、思考感覚が一切ほかに及ぶことのないほどの状態に恋人を掌中のものとするのだ。最愛の少年の前にあれば、恋人は少年を見つめることにただ夢中。そうでなければ、少年のこと以外何も考えられない。そして少年が立ち現れれば、彼は乱れて色を失ったあげくに、赤くなったり青くなったりするのである。胸の鼓動は高まり息が詰まる。恋人の耳目はただ少年のためにあるのみ。かつ、手で触れるを避け、ただ額に口づけをするのみ。にもかかわらず、女性に決して用いない頌詞を少年に捧げたたえるのである。

ゲーグ方言を語るアルバニア人たちが歌う恋歌に次のようなものがある。「少年よ、傍らに来たるそなたは、朝に曙光をもたらし昇る太陽のよう。黒い瞳のまなざしを向けられるとき、私の理性は消え失せる」と。しかしながら、アルバニアに詳しいウェイガンド教授がベーテに、ハーンの解説するような関係が、理想主義による抑制を受けつつも実際には性的な関係であったと保証している点も付け加えねばならない。また数年前にアルバニアを旅したドイツ人学者も次のようにネッケに語っている。「ハーンの述べるところを完全に確認した。しかし、断言はできないものの、このような関係が完全にプラトニックかどうかは疑問だ。また、このような慣行が広く行われたのはムスリムの間であったが、キリスト教徒にも見られ、教会の聖職者の承認も得ていたのである。嫉妬によるもつれもたびたびのもので、時に殺人に発展することもあったようだ」と。

### 中央アジア

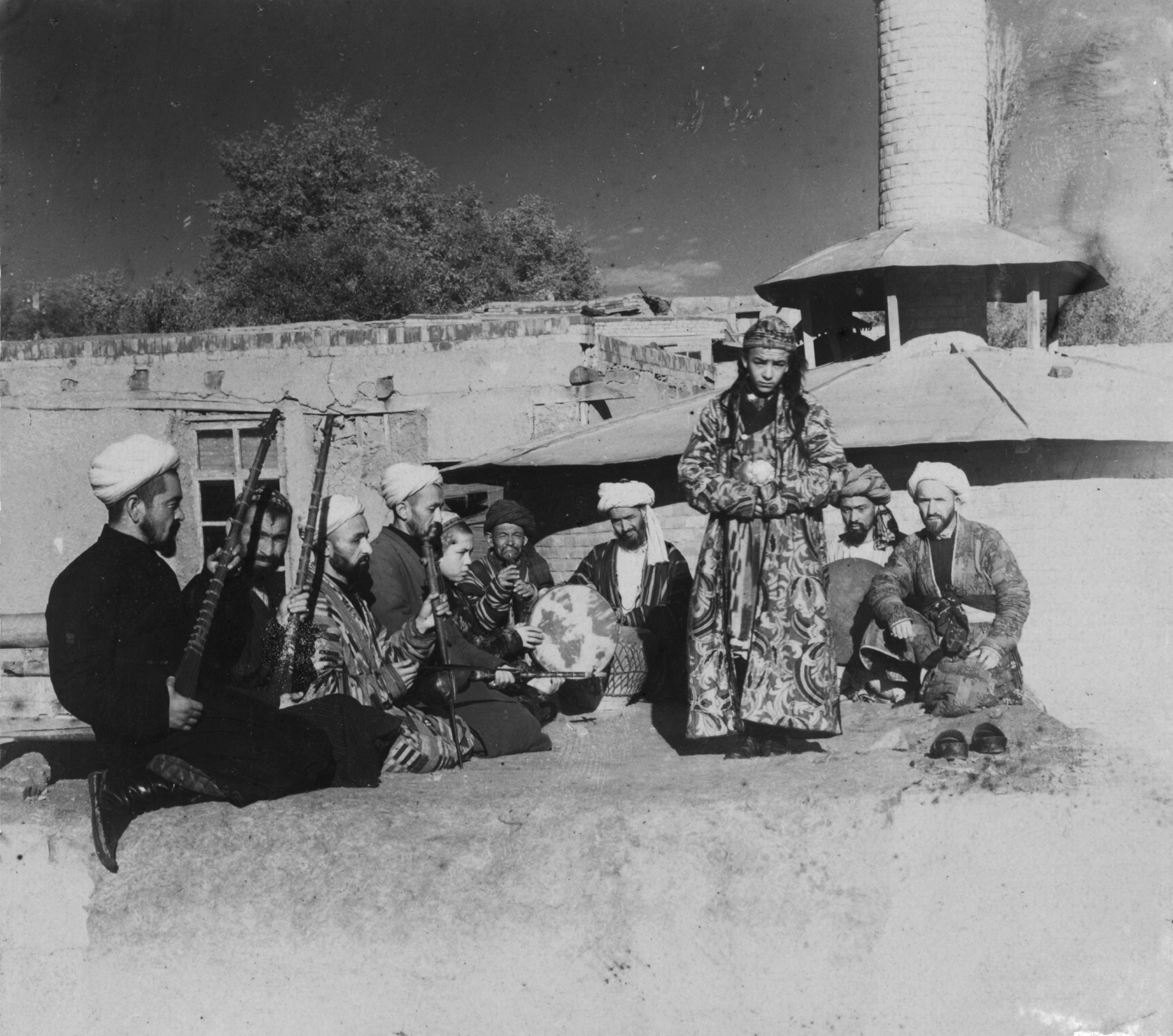
バッチャ（少年の踊り子）
サマルカンド。1905年から1915年ころ。S. M. プロクディン＝ゴルスキー撮影。アメリカ議会図書館蔵。ワシントン

中央アジアにおける少年愛の習俗は長く広範な歴史を持つとされる。最も模範的なあり方として語られたのがガズナ朝のスルタン・マフムードとその奴隷マリク・アーヤズとの愛である。スルタン・マフムードはまさしく愛の力のゆえに「自らの奴隷の奴隷」となった男の例とみなされる一方、アーヤズは典型的理想的な恋人、そしてスーフィズム文学での純粋性の模範と考えられるようになり、彼らはペルシア文学に登場するカップルでも最高位を得たといえよう。ハーヴァード大学のアーガー・ハーン記念イラン学講座教授のプロドゥス・オクトール・スクジェルヴは、この愛のあり方をテュルク系宮廷における少年愛習俗のあらわれと見て、「11世紀から12世紀にかけてのイランの支配者、テュルク系のガズナ朝、セルジューク朝、ホラズム・シャー朝の宮廷において少年愛はごくありふれたものであった」という。
千夜一夜物語の英訳者、リチャード・フランシス・バートンはその結辞において次のように言及している。
アフガーンは広い範囲を旅する商人であるが、その隊商は少年らを伴っている。少年のほとんどは女性の服装をつけて、目に眉墨を引き、頬紅、端紅をさし、髪は長く、カジャワというラクダの背籠に飾り立てて乗る。彼らは「クーチィ・サファリー」すなわち旅の妻と呼ばれる。夫にあたる者たちはその脇を根気よくてくてくと歩いてゆくのである。
少年との結婚という習俗は、もはや広く目にすることはないものの、一部に残っている。以前に比べ好意的に見られることはなく、これは一部にはイスラーム復興に起因するものである。2005年末、パキスタンの部族地域でアフガン難民のリヤークヴァート・アリー（42歳）とそのパキスタン人の恋人マルキーン・アフリーディー（16歳）が、公の結婚式をあげたあとで、部族の長老たちから死を迫られるという事件があった。
アメリカ合衆国のアフガニスタン侵攻以降、西洋の主要メディアは、アフガニスタンのカンダハールやパキスタンでの成人男性と少年との関係などをやや嘲笑的に、また時に小児性愛と絡めて報道した。このような関係における通常13歳から17歳くらいの少年たちは、ハリーク（美少年）、アシュナー（親愛の友）として、男性はメフブーブ（恋人の意。愛を意味するアラビア語のマハッバーフに由来し、ペルシア語モハッバートがさらに転訛したもの）と呼ばれる。「バルカイ」も性交可能な髭のない少年に対し用いる言葉として報告されている。記事ではカンダハールなどパシュトゥーン人地域における同性愛の風潮は、その厳格な両性間の分離に起因し、「いかなるモラルも教育的価値もない」と論ぜられる。
しかしながら、これらの報告は「政治的偏見が正確性に勝り」、エスノセントリズム的影響を受けていると指摘される。ブライアン・ジェイムズ・ベアーは「記事の含意するところは、挙げられたような関係をアメリカにおける究極的タブーであるところの成人と未成年者の性交と同一視することで、パシュトゥーンの伝統を貶めることが目的であったのは明らかであり」、また「西洋のジャーナリストは、長期的感情的絆を損ない、性的取引へと固着させると主張した」と論ずる。対照的に相互に愛情豊かな長期的関係を伴って少年を囲う妻帯者についての現地資料を用いて報告するメディアもある。
上記のような少年愛的関係の類型化のほか、少年兵のあり方の一面として、男性の少年に対する性的暴力も報告される。アフガニスタンでは、数千におよぶパキスタン少年がターリバーンでジハードを実行するためにムッラーたちによって徴集された。しかしながら、これは単に身代金の獲得を目的として秘密裏の収容所に集められ、組織的に虐待され、約1500人程度が生き残ったのみであるとされる。パキスタンでは未成年者の売春は違法であり、またバンコクに拠点を置く国際児童保護運動組織「児童買春・児童ポルノ・性的目的児童移送廃絶運動: ECPAT」によると児童虐待は死刑に処されることになっているが、パキスタンにおける少年に対する性的搾取も広範にわたるものであることが報告されている。
中央アジアの北部、テュルク語を語る地域でのバッチャという芸能者は、少年愛的要素のあらわれの一つといえる。バッチャとはテュルク語／ウズベク語で若者を意味するが、ペルシャ語からの借用語であって、借用元のペルシア語バッチェ（こちらは通常は男の子、子供の意）と同様、時に「稚児」に近い響きをもつ（なお、ダリー語には古い発音が残っていてバッチャという。）。バッチャは扇情的な歌ときわどい踊りを演じ、まばゆい衣装をつけて化粧を施し、時に売春を事とした。バッチャはムスリムであり、幼時から顎髭が生えそろうまで踊る。ロシア帝国による征服後はこのような伝統習俗は抑圧されたが、その初期にロシア人探検家はこれを目にして記録している。

### ムガル朝
ムガル朝代は少年愛的要素の影響が美術、文学に強く現れた時代であった。ガザル様式詩は、そのような表現において好まれ、ミール・タキー・ミールなどの詩作に用いられている。
イスラームと同性愛、キョチェク、ハンマームも参照。

## スーフィズムにおける少年愛の要素

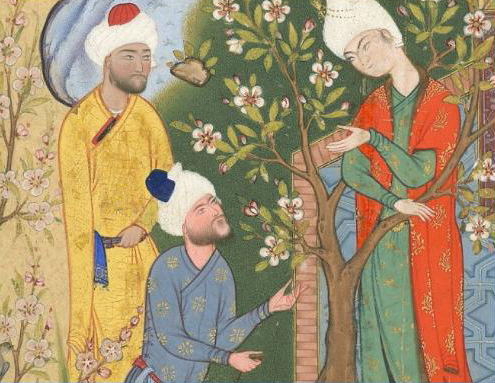
求愛する人々と語る青年
ミニアチュア。ジャーミーの「ハフト・アウラング」中「恋についての父から子への導き」より。 スミソニアン博物館（アーサー・M・サックラー・ギャラリーおよびフリーア美術館）、ワシントンD.C.。

詳細についてはナザルおよびイスラームと同性愛を参照。
少年愛的魅惑についての物言いは非常に広い幅を持つ。一方の極には本質的に汚れのないものであって、少年に対する凝視（アラビア語でナザル、ペルシア語でシャーヒド・バーズィー）としてスーフィズムに取り込まれた要素がある。これは人が相対的な美としての少年を見つめることを通して、絶対的な美としての神へと近寄る修行の一種として考えられる。現代のスーフィズムでは、この凝視を性的欲求を精神的意識へと変容させる心象面の修行であるとする。
リチャード・フランシス・バートンは、自らの訳書『千夜一夜物語』の結辞（パートD）において、東洋人は女性への愛より男性への愛に価値を置いた。恋人たちをペルシア語の蝶とブルブル（ナイチンゲール）に例え、また少年を灯心に、少女を薔薇に例えるが、これを用いてたとえば「灯心への蝶の献身は、薔薇へのブルブルの愛に勝る」というのである。
スーフィー詩人のアブドゥッラフマーン・ジャーミーの「ハフト・アウラング（七王座）」飾写本には、「恋についての父から子への導き」と題された部分に記された韻文がある。ここでは、父が息子に対し、価値ある男性を選ぶ時には、単なる肉体的な関わりを超越することを知り、性格や心映えへの愛を示すものを選べと言っている。次の詩はスーフィズムにおける愛を智へ転ずる方法を物語っている。

そなたへの愛、その悲嘆を壁に戸口に、書かざる家はなし。

そなたの過ぎる、いつかその日に目に止まり、我が悲しみを知らばとて。

心のうちに、かのかんばせは我が前に。このかんばせが我が前に。

かくて知る、我が心がなにを抱くか。

ナザルは、教義に従い身体的関わりを成就しようとはしない男性にとって、愛を示す主たる表現法であった。
しかしながら全ての者が教義に厳密に従っていたわけではない。バスラのラービア・アル＝アダウィーヤ（717年頃 - 801年頃。神秘主義的「神への愛」の教義を示した最初期の女性聖者）が禁欲のスーフィー、師ラバーフ・アル＝カイスィーの少年への接吻を見て疑問を呈した際、彼は「逆だ。これはいと高き神が与えたもう神の奴隷への慈悲である」と言っている。
保守的なウラマーは少年美を凝視する類の慣行を非難している。「一瞥」どころかキスよりも楽しんだという「デルヴィーシュ」らの言葉は、この非難を正当化するものであろう。イブン・タイミーヤ（1263年 - 1328年）はナザルを「奴隷の少年に神を見たといってキスしているのだ」といって異端扱いし、非難している。これについてピーター・ランボーン・ウィルソンは宗教の既存のあり方への脅威となったのは、同性愛と信仰の混淆ではなく、実に「人間が、宗教的実践によるよりも、愛においてこそ、より人間自身を理解できるという主張であったのだ」と言う。ウラマーの反感にもかかわらず、マレイとロスコーにしたがえば、慣行は近年までイスラーム世界に残っていたとされる。

## 近代の抑制
純潔を保った少年愛に対する寛容性は、800年代以降、特に文学・宗教において一般的であったが、1800年代半ばに入ると西洋化されたエリートがヨーロッパにおけるビクトリア朝的道徳を採用するにあたって、衰退をはじめることになる。歴史的資料についても曲解・歪曲されたことが指摘されている。ハーリド・アル＝ルアイヒブは、その前近代中東における同性愛の研究で、アラビア語・ペルシア語による恋愛詩など諸文学が、決まって異性間のものとされ、あるいはポストコロニアルのアラブ・イスラーム研究者の批評によっていかに価値をおとしめることになったかを報告している。アブー・ヌワースの今日でも広くアラブ世界全体で入手できる詩集は1932年にカイロで出版されたが、これは削除修正版であった。
イランについては、ジャネット・アーファリーによると、パフラヴィー朝期、イスラーム共和国期のいずれにおいても「古典ペルシア文学の詩人たち、すなわちアッタール（1220年頃没）、ルーミー（1273年没）、サアディー（1291年没）、ハーフィズ（1389年没）、ジャーミー（1492年没）、あるいは20世紀のイーラジ・ミールザー（1926年没）までも含む人々の詩集は、美少年、あるいは行為そのものへの露骨な言及とともに、同性愛的暗喩に満ちたもののままであったという。しかしながら「文学教授はこのような美しい同性愛詩が本来は同性愛でない、そして露骨な言及はすべて男性と女性のものとして教えるよう強制されたのだ」と述べている。
西洋の研究者も同様のことをしているという。1999年のスペクテーター誌所載の古典アラビア語詩アンソロジーへの評でR.I.ペンギンは、特集された詩人の少年愛詩を編集者が選別・誹謗したことを擁護している。「アーウィンがこの分野全体の概観について公正さを維持した点は賞賛に値するだろう。サナウバーリーは『自然な詩以外にもムザーカラートがあり、少年への詩がある。しかしこのアンソロジーについて我々は自然な詩を擁護する』といっている。実際のところ、自然な詩のほうがはるかに興味深いのだ」と
。